# Excess Baggage (film 1911)
Excess Baggage è un cortometraggio muto del 1911 prodotto dalla Essanay di Chicago. Il nome del regista non viene riportato nei credit.

## Trama
In casa, il marito non vuole più avere tra i piedi la suocera e le chiede di andarsene. Al rifiuto della donna, lui le spacca il baule. Poi esce di casa. Dovendo mangiare, si reca in un posto dove vengono distribuiti i pasti gratis. Il pranzo gli fa venire sonno e, davanti a un negozio che espone un baule, vi cade dentro, addormentandosi. Sua moglie, passando davanti al negozio, nota il baule e lo compera, volendo sostituire quello rotto dal marito. Ignorandone il contenuto, manda la cassa a casa della madre.

## Produzione
Il film fu prodotto dalla Essanay Film Manufacturing Company.

## Distribuzione
Distribuito dalla General Film Company, il film - un cortometraggio di una bobina - uscì nelle sale cinematografiche statunitensi il 17 novembre 1911. Nelle proiezioni, veniva programmato con il sistema dello split reel, accorpato in un'unica bobina con un altro cortometraggio prodotto dall'Essanay, la commedia The Point of View.